# Stade Georges-Chaumet
Het Stade Georges-Chaumet, tot 2014 Stade de Baduel, is een multifunctioneel stadion in Cayenne, een stad in Frans-Guyana. Het stadion wordt vooral gebruikt voor voetbalwedstrijden, het Frans-Guyaans voetbalelftal maakt gebruik van dit stadion. In het stadion is plaats voor 7.000 toeschouwers.Het centrale gedeelte van het stadion, genaamd "la caquette", is in 2012 gerenoveerd. 